# هيلين جونز وودز
هيلين جونز وودز (بالإنجليزية: Helen Jones Woods)‏ هي عازفة الجاز أمريكية، ولدت في 1923.